# U-15なでしこアカデミーカップ
U-15なでしこアカデミーカップは、2014年に創設された、日本女子サッカーリーグ（なでしこリーグ・チャレンジリーグ）所属チームの下部組織を対象にしたカップ戦である。後継的イベントである「なでしこアカデミーフェスティバル」についてもここにまとめる。

## 概要
「U-15」とある通り、各開催年度時点で15歳以下の登録選手を対象としている。なおこの大会は、スポーツ振興くじの助成対象事業となっている。2017・2019年と2021年度以降はプレナスの冠大会となっている。
小学生以下だけでは参加できず、先発メンバーには中学生を6名以上含まなければならない。また、各試合の交代は5→7名以内となっている。試合は60分間（30分ハーフ）、グループリーグでは勝ち点を争い、決勝トーナメントでは延長戦は行わず、PK戦により勝敗を決定する。
2016年度と2018年度の決勝は、なでしこリーグ1部の前座試合として行われた。
2021年にWEリーグが開幕、なでしこリーグは再編となりチャレンジリーグが無くなった。。同年以降は交流大会「なでしこアカデミーフェスティバル」が行われている。

### 運営
※2024年度
- 共催：一般社団法人日本女子サッカーリーグ（JFA下部組織）、株式会社プレナス
- 主管：一般社団法人大阪府サッカー協会
- 後援：公益財団法人日本サッカー協会

## 変遷
2014年度は、1部とチャレンジリーグから参加。1回戦総当たりのリーグ戦（4チームずつAからDの4グループに分かれ）を行い、各グループの順位毎にトーナメント戦に進む。各試合の交代は5名以内。
2015年度は、1・2部とチャレンジリーグから参加。1回戦総当たりのリーグ戦（チーム所在地により12チームのEASTと8チームのWESTの2グループに分かれ）を行い、各グループの上位2チームがトーナメント戦に進む。
2016・2017年度は、1・2部全チームとチャレンジリーグから参加。1回戦総当たりのリーグ戦（チーム所在地により9チームのEAST・CENTRALと10チームのWESTの3グループに分かれ）を行い、各グループの上位2チームがトーナメント戦に進む。
2018・2019年度は、1回戦総当たりのリーグ戦（チーム所在地により9チームのEAST・CENTRAL・WESTの3グループに分かれ）を行い、各グループの上位2チームがトーナメント戦に進む。
2020年度は未開催、2021年度は交流イベント的な形で「なでしこアカデミーフェスティバル」として開催されている。リーグ戦（3グループに分かれ）のあと1試合を行う。各試合の交代は7名以内に拡大。
2022年度は、グループ分けせずに1チームあたり5試合を行う。2023年度は、1チームあたり4または5試合を行う。各試合の交代は制限なし、なお、退いた選手の再出場できない。2024年度は、1チームあたり5または6試合を行う。WEリーグ所属のチームも参加。

## 歴代優勝チーム
※チーム名は参加年度時点、U-15のみ追加表記は省略、略は、L:レディース、Y:ユース、FC:フットボールクラブ、ac:アカデミー、G:ガールズ、AS:アスレティックスポーツ。
| 回 | 年度 | 優勝             | 結果     | 準優勝                                         | 3位                                                  | 参加数 |
| -- | ---- | ---------------- | -------- | ---------------------------------------------- | ---------------------------------------------------- | ------ |
| 1  | 2014 | 浦和レッズLJr.Y  | 1-0      | INAC神戸レオネッサ                             | 福岡ANCLASY                                          | 16     |
| 2  | 2015 | JFAac福島        | 4-0      | ノジマステラ神奈川相模原ドゥーエ・アヴェニーレ | 岡山湯郷Belle                                        | 20     |
| 3  | 2016 | 浦和レッズLJr.Y  | 2-0      | 日テレ・メニーナ・セリアス                     | JFAac福島 セレッソ大阪堺G                            | 28     |
| 4  | 2017 | 浦和レッズLJr.Y  | 0(6PK5)0 | JFAac福島                                      | ノジマステラ神奈川相模原アヴェニーレ セレッソ大阪堺G | 28     |
| 5  | 2018 | セレッソ大阪堺ac | 1-0      | 日テレ・メニーナ・セリアス                     | ノジマステラ神奈川相模原アヴェニーレ JFAac福島       | 27     |
| 6  | 2019 | JFAac福島        | 0(4PK2)0 | セレッソ大阪堺ac                               | 日テレ・メニーナ・セリアス 浦和レッズLJr.Y           | 27     |

※「なでしこアカデミーフェスティバル」は、各大会形式の成績順にまとめる。
| 回 | 年度 | 1位                                                             | 2位                                                            | 3位                                            | 参加数 |
| -- | ---- | --------------------------------------------------------------- | -------------------------------------------------------------- | ---------------------------------------------- | ------ |
| 1  | 2021 | NGUラブリッジ名古屋 スターチス （Cグループ1位 得失点差+9・2-0） | 横須賀シーガルズMEG （Aグループ1位 得失点差+15・0-2）          | 大和シルフィード （Bグループ1位 得失点差+7）   | 12     |
| 2  | 2022 | 朝日インテック・ラブリッジ名古屋 スターチス （4勝1分）          | 横須賀シーガルズMEG （4勝1敗 得失点差+15）                     | ASハリマアルビオンY （4勝1敗 得失点差+7）      | 14     |
| 3  | 2023 | 横須賀シーガルズMEG （5勝 得失点差+40）                         | 朝日インテック・ラブリッジ名古屋スターチス （5勝 得失点差+32） | 日体大SMG横浜U-15BieneAoba （5勝 得失点差+14） | 15     |
| 4  | 2024 | セレッソ大阪ヤンマーGU-15 （6勝 得失点差+43）                   | ASハリマアルビオンY （6勝 得失点差+26）                        | ディオッサ出雲FCY （4勝1敗 得失点差+19）       | 14     |

## 得点王
※データが公表されている2015年度以降をまとめる、年齢は当時のもの。
| 回 | 年度 | 選手       | ゴール数 | 所属                       | 進路（サッカー関連）         |
| -- | ---- | ---------- | -------- | -------------------------- | ---------------------------- |
| 2  | 2015 | 武田あすみ | 15       | JFAac福島                  | アルビレックス新潟レディース |
| 3  | 2016 | 門脇真依   | 16       | JFAac福島                  | 東洋大学                     |
| 4  | 2017 | 浜野まいか | 20       | セレッソ大阪堺G            | セレッソ大阪堺レディース     |
| 5  | 2018 | 藤野あおば | 17       | 日テレ・メニーナ・セリアス | 十文字高校                   |
| 5  | 2018 | 濱野穂乃香 | 17       | JFAac福島                  | 東京ヴェルディプライアナBS   |
| 6  | 2019 | 林織羽     | 23       | ASハリマアルビオンY        | 日ノ本学園高校               |

| 回 | 年度 | 選手       | ゴール数 | 所属                                        | 進路（サッカー関連）    |
| -- | ---- | ---------- | -------- | ------------------------------------------- | ----------------------- |
| 1  | 2021 | 津田愛乃音 | 3        | NGUラブリッジ名古屋スターチス               | マイナビ仙台レディースY |
| 1  | 2021 | 畑迫亜海   | 3        | 横須賀シーガルズMEG                         |                         |
| 1  | 2021 | 山下藍     | 3        | ANCLASノーヴァ                              | 鎮西学院                |
| 1  | 2021 | 髙木桜花   | 3        | オルカ鴨川FC                                | オルカ鴨川FC U-18       |
| 1  | 2021 | 千葉美祿   | 3        | オルカ鴨川FC                                | オルカ鴨川FC U-18       |
| 1  | 2021 | 髙橋美羽   | 3        | オルカ鴨川FC                                | オルカ鴨川FC U-18       |
| 1  | 2021 | 赤坂珠莉   | 3        | アンジュヴィオレ広島                        |                         |
| 2  | 2022 | 渡辺愛未   | 7        | 朝日インテック・ラブリッジ名古屋 スターチス |                         |
| 2  | 2022 | 奥山野乃花 | 7        | 横須賀シーガルズMEG                         | 横須賀シーガルズJOY     |
| 2  | 2022 | 石田夏梨   | 7        | バニーズ群馬FCホワイトスターY               | 常盤木学園高校          |
| 3  | 2023 | 前田御里   | 10       | 静岡SSU浜松泉FC                             |                         |
| 4  | 2024 | 平田姫彩   | 12       | セレッソ大阪ヤンマーGU-15                   |                         |